# Воронков Іван Федорович
Іван Федорович Воронков (1866 - ?) —  селянин, член Державної думи I скликання від Херсонської губернії.

## Біографія
Православний, селянин села Привільного Привільнинської волості Херсонського повіту .
Складався виборщиком у I Державну думу від загального складу виборщиків Херсонських губернських виборчих зборів. Балотувався у депутати, але не набрав потрібної кількості голосів. 15 квітня 1906 р. зарахований кандидатом у депутати від загального складу виборщиків Херсонських губернських виборчих зборів. Став членом Державної думи, зайнявши місце С.Г. Леонова, що 10 травня 1906 склав депутатські повноваження.
Доля після розпуску Думи невідома.